# Falacia de McCarthy

Joseph McCarthy (1908-1957), en cuyo infame honor se conoce a esta variedad de falacia ad ignorantiam.

La falacia de McCarthy es un tipo de argumento que invierte la carga de la prueba para establecer una conclusión partiendo de que no se puede demostrar lo contrario.
Es una variedad del argumento ad ignorantiam, que consiste en sostener la verdad (o falsedad) de una proposición alegando que no existe prueba de lo contrario, o bien alegando la incapacidad o la negativa de un oponente a presentar pruebas convincentes de lo contrario.
El nombre proviene del senador estadounidense Joseph McCarthy (1908-1957), propulsor del Comité de Actividades Antiestadounidenses, desde el que entre 1947 y 1957 perpetró una caza de brujas («macartismo») contra ciudadanos estadounidenses acusados de comunismo.
En sus acusaciones, el argumento defendido por McCarthy era el siguiente:

No tengo mucha información sobre las actividades de este sujeto, excepto la constancia de que no hay nada en los archivos del FBI que niegue sus conexiones comunistas.

En otras palabras: «Como nada prueba que usted no es comunista, debemos concluir que es usted comunista». Se vulnera así el principio de presunción de inocencia, que se convierte así en su contrario, una «presunción de culpabilidad». También se invierte la carga de la prueba, pues en vez de aportar el acusador pruebas de culpabilidad se pide al acusado que pruebe su inocencia. Este recurso se convierte en un argumento falaz en toda aquella ocasión en que se traslada al oponente la responsabilidad de demostrar la falsedad de una afirmación, en vez de ser el proponente el que verifique sus asertos.